# جادر دا سیلوا برازیرو
جادر دا سیلوا برازیرو (به پرتغالی: Jader da Silva Brazeiro) هافبک اهل برزیل است که در شهر پورتو الگره و در تاریخ ۲۱ فوریهٔ ۱۹۸۴ به دنیا آمده‌است.
جادر دا سیلوا برازیرو در تیم‌های فوتبال Pelotas سابقهٔ حضور دارد.